# Lijst van beelden in Schouwen-Duiveland
Dit is een (onvolledige) chronologische lijst van beelden in Schouwen-Duiveland. Onder een beeld wordt hier verstaan elk driedimensionaal kunstwerk in de openbare ruimte van de Nederlandse gemeente Schouwen-Duiveland, waarbij beeld wordt gebruikt als verzamelbegrip voor sculpturen, standbeelden, installaties, gedenktekens en overige beeldhouwwerken.
| Geplaatst | Omschrijving                                    | Kunstenaar                | Straat                      | Plaats        | Materiaal   | Afbeelding |
| --------- | ----------------------------------------------- | ------------------------- | --------------------------- | ------------- | ----------- | ---------- |
| 1829      | Standbeeld van Jacob Cats                       | Philippe Parmentier       | Markt                       | Brouwershaven | witsteen    |            |
| 1949      | Oorlogsmonument                                 | Jan Havermans             | Oude Moolweg                | Renesse       | natuursteen |            |
| 1950      | Pieter Zeeman                                   | Jobs Wertheim             | Pieter Zeemanstraat         | Zonnemaire    | brons       |            |
| 1958      | Watersnoodmonument Nieuwerkerk                  | Mari Andriessen           | Burgemeester van Veenstraat | Nieuwerkerk   | tufsteen    |            |
| 1958      | Watersnoodmonument Ouwerkerk                    | Mari Andriessen           | Phoenixstraat               | Ouwerkerk     | tufsteen    |            |
| 1960      | Joods monument                                  | Ad Braat                  | Caustraat                   | Zierikzee     | natuursteen |            |
| 1970      | Beproefd maar niet gebroken, watersnoodmonument | Ad Braat                  | Oude Haven                  | Zierikzee     | brons       |            |
| 1976      | Job Baster                                      | Ad Braat                  | Havenpark                   | Zierikzee     | brons       |            |
| 1996      | Boom met kraaien                                | Marijke Ravenswaaij-Deege | Markt                       | Oosterland    | brons       |            |
| 1997      | Mosselschelp                                    |                           |                             | Bruinisse     |             |            |
| 2002      | Eb en vloed                                     | Piet Slegers              | Kerkplein                   | Zierikzee     | RVS         |            |
| 2008      | Pieter Mogge                                    | Marian van Puyvelde       | Kerkplein                   | Zierikzee     |             |            |
| 2023      | Heldenhond Bläsz                                | Miems van Citters         | Bethlehemplein              | Scharendijke  | brons       |            |
| 2023      | Beeld voor vogelaar Jacob Viergever (1917-1983) | Marijke Ravenswaaij-Deege |                             | Serooskerke   | brons       |            |
| 1989      | Monument voor de Redders van Schouwen Duiveland | Miems van Citters         | Strekdam                    | Burghsluis    | Graniet     |            |